# 6 Day Riot
6 Day Riot ist eine 2004 gegründete aus London, England. Die Band besteht aus sechs Mitgliedern und wird von der Front-Sängerin Tamara Schlesinger geführt. Ihr Musikstil verbindet elektronische Independent-Musik mit Einflüssen aus Pop und Folk.

## Bandgeschichte
Die erste EP Maybe von 6 Day Riot wurde im Juli 2006 veröffentlicht. Im Mai 2007 folgte dann ihr Debütalbum Folie à Deux beim Label Hubris Records. Der Titel Run for your life aus dem Album 6 Day Riot Have A Plan gehört zum Soundtrack des Films Scream 4.

## Diskografie

### Alben
- 2007: Folie à Deux
- 2009: 6 Day Riot Have A Plan

### EPs
- 2006: Maybe
- 2008: Bring On The Waves

### Singles
- 2008: Go! Canada